# Perälompolo
Perälompolo är en sjö i Kiruna kommun i Lappland och ingår i Torneälvens huvudavrinningsområde. Sjön har en area på 0,353 kvadratkilometer och ligger 313,1 meter över havet. Sjön avvattnas av vattendraget Vaikkijoki.

## Delavrinningsområde
Perälompolo ingår i det delavrinningsområde (753057-173744) som SMHI kallar för Mynnar i Vittangiälven. Medelhöjden är 328 meter över havet och ytan är 37,44 kvadratkilometer. Det finns inga avrinningsområden uppströms utan avrinningsområdet är högsta punkten. Vaikkijoki som avvattnar avrinningsområdet har biflödesordning 3, vilket innebär att vattnet flödar genom totalt 3 vattendrag innan det når havet efter 327 kilometer. Avrinningsområdet består mestadels av skog (71 procent) och sankmarker (20 procent). Avrinningsområdet har 2,27 kvadratkilometer vattenytor vilket ger det en sjöprocent på 6,1 procent.